# Juan de Dios Correas
Juan de Dios Correas (Mendoza, 7 de marzo de 1775 - Valparaíso, 1842) fue un político argentino, gobernador de la provincia de Mendoza entre 1824 y 1826.

## Biografía
Hijo del funcionario virreinal Pedro Nolasco Correas y de la mendocina Magdalena Corvalán y Castilla, se educó en su ciudad natal y en Santiago de Chile.
Apoyó la Revolución de Mayo y fue varias veces funcionario del cabildo de su ciudad. Fue regidor del cabildo en 1814 y 1815, y fue uno de los directores de la rebelión que impidió al coronel Gregorio Perdriel asumir la gobernación de la provincia de Cuyo, de modo que el general José de San Martín continuó en ese cargo y pudo organizar el Ejército de los Andes; se destacó por su firmeza en al persecución de los españoles. Apoyó el Cruce de los Andes y la guerra de la Independencia de Chile, y colaboró con el gobernador Toribio de Luzuriaga.
Después de la crisis del año 1820, fue un miembro importante del partido de Tomás Godoy Cruz y tres años más tarde asumió la presidencia de la Junta de Representantes. Apoyó la elección de José Albino Gutiérrez a la gobernación durante una crisis política, pero al poco tiempo dirigió la oposición en contra de este.
El militar Juan Lavalle y Dolores, una de las hijas de Correas (quien, en total, tuvo con su esposa Eduarda Espínola Lemos trece niños, tres varones y 10 mujeres), se enamoraron y se comprometieron el 22 de julio de 1816; en 1824 Lavalle regresó a Mendoza y el 7 de abril de ese año contrajeron matrimonio. Esta relación familiar le permitió valerse del prestigio de Lavalle para ponerlo al frente de una revolución que derrocó a Gutiérrez a principios de julio. En una elección rápidamente organizada se hizo con el puesto de gobernador, que asumió el 4 de julio. Poco después, Lavalle seguía camino a Buenos Aires.
Decidido a imponer las reformas que en Buenos Aires había impulsado Bernardino Rivadavia, Correas disolvió el cabildo, creó una cámara de justicia y un cuerpo de policía, organizó la contaduría y la aduana, y reorganizó la milicia provincial, alejando la influencia del general depuesto. Fundó algunas escuelas, volvió a poner en funcionamiento el Colegio de la Trinidad, abrió nuevas calles y adornó los espacios públicos en la ciudad.
Cuando una revolución depuso al unitario Salvador María del Carril en la vecina Provincia de San Juan, Correas envió un fuerte ejército a reponerlo, dirigido por Francisco Aldao, en el que marchaba el futuro caudillo federal José Félix Aldao.
Tras un breve interinato del coronel Bruno García, Correas volvió a ocupar el gobierno hasta que, en enero de 1826, obtuvo licencia por mala salud. En su reemplazo eligieron al coronel Juan Rege Corvalán, que se decidió por el partido federal, con lo que Correas quedó ubicado en la oposición. Renunció el 8 de noviembre de 1826.
Dirigió sucesivas conspiraciones contra Corvalán, pero mantuvo las formas legales, lo que le quitó eficacia; el mando de la facción unitaria pasó a Juan Agustín Moyano, que dirigió la revolución de agosto de 1829, por la que asumió el gobierno el general Rudecindo Alvarado; sus ministros fueron Correas y Moyano. Cuando Aldao regresó a la provincia y exigió la reposición de Corvalán, Alvarado delegó el gobierno en Correas, mientras el mando del ejército era asumido por Moyano, que fue derrotado en septiembre en la Batalla de Pilar.
Correas huyó a Chile y se instaló en Valparaíso donde vivió hasta su muerte, acaecida en 1842, poco antes de que su enviudada hija Dolores llegara a juntarse con él. Dos de sus hijos ocuparon importantes puestos en la década de 1860.
Su hermano Justo Correas llegó a ser un destacado dirigente federal, amigo de Aldao.
En 2015, la escuela Juan de Dios Correas (nombrada así en su honor), de San Rafael, celebró su centenario. Una calle de Mendoza, en el distrito Kilómetro 11, también lleva su nombre.